# Pepe Rodríguez Bonfill
Pepe Rodríguez Bonfill (Tortosa, desembre de 1953 — 6 d'abril de 2025) va ser un periodista, escriptor i professor català, especialitzat en periodisme d’investigació. Va destacar per la seva tasca en l’anàlisi de sectes, l’Església catòlica i els grups d’extrema dreta.
Llicenciat en Ciències de la Informació per la Universitat Autònoma de Barcelona i doctor en Psicologia per la Universitat de Barcelona, exercí com a professor a la facultat de Ciències de la Informació de la UAB. Autor d’una trentena de llibres, alguns dels quals van tenir gran repercussió, com El poder de las sectas o Mentiras fundamentales de la Iglesia Católica, també va col·laborar en mitjans com Interviú, TV3, Catalunya Ràdio i Ràdio 4.